# خالق‌آباد (نوق)
خالق‌آباد یک روستا در ایران است که در دهستان بهرمان شهرستان رفسنجان واقع شده‌است.